# 白砂堤津耶
白砂 堤津耶（しらさご てつや、1957年 - ）は、日本の経済学者。専門は計量経済学。東京女子大学現代教養学部国際社会学科教授。
1981年、慶應義塾大学経済学部卒業。1983年、慶應義塾大学大学院商学研究科修士課程修了。1986年、慶應義塾大学大学院商学研究科博士課程単位取得。
東アジア諸国・地域の長期的なマクロ経済変化を、計量経済学的手法を用いて分析している。また、統計学および計量経済学の教育プログラムの開発にも関心がある。
日本統計学会、日本経済学会、日本国際経済学会などに所属する。

## 主著
- 『例題で学ぶ 初歩からの統計学（第2版）』日本評論社 2015
- 『例題で学ぶ 初歩からの統計学』日本評論社 2009
- 『例題で学ぶ 初歩からの計量経済学（第2版）』 日本評論社 2007（中国版：中国人民大学出版社 2012）
- 『例題で学ぶ 初歩からの経済学』（共著） 日本評論社　2002
- 『図説 中国経済（第2版）』（共著） 日本評論社　1999
- 『例題で学ぶ 初歩からの計量経済学』 日本評論社　1998（中国版：中国人民大学出版社 2002）
- 『図説 中国経済』（共著） 日本評論社 1993 （台湾版 1993）
- 『中国の経済改革と新発展メカニズム』（共著） 東洋経済新報社 1991
- 『中国農業の計量経済分析』 大明堂 1986